# Jean Ier de Nassau-Dillenbourg
Jean Ier de Nassau-Dillenbourg, (en allemand Johann Ier von Nassau-Dillenburg), né en 1339, tué à Herborn le 4 septembre 1416.
Il fut comte de Nassau-Dillenbourg de 1351 à 1416.

## Famille
Fils de Othon II de Nassau et d'Adélaïde de Vianden.
En 1357, il épousa Marguerite de La Marck (†1409), (fille d'Adolphe II comte de La Marck ; Maison de Berg).
Six enfants sont nés de cette union :
- Adolphe de Nassau-Dillenbourg (1362-1420), comte de Nassau-Dillenbourg de 1416 à 1420, en 1384 il épousa Jutta von Dietz (1367-1397), (fille du comte Gérard von Dietz (une fille, Jutta de Nassau-Dillenbourg), veuf, il épousa Cunégonde zu Isemburg (†1403), (fille du comte Jean III zu Isemburg ;

- Jean II de Nassau-Dillenbourg (†1448), comte de Nassau-Dillenbourg de 1420 à 1448 ;

- Englebert Ier de Nassau-Dillenbourg, comte de Nassau-Dillenbourg ;

- Henri de Nasau-Dillenbourg ;

- Jean III de Nassau-Siegen (†1433) ;

- Marguerite de Nassau-Dillenbourg, elle épousa le comte Henri VII von Waldeck.

Jean Ier de Nassau-Dillenbourg appartint à la seconde branche issue de la première branche de la Maison de Nassau. La lignée de Nassau-Dillenbourg appartient à la ligne Ottonienne qui donna des rois aux Pays-Bas, à L'Angleterre et l'Écosse en la personne de Guillaume III d'Orange-Nassau.
Jean Ier de Nassau-Dillenbourg est l'ancêtre de la reine Béatrix des Pays-Bas, ainsi que de son fils le roi Willem-Alexander des Pays-Bas. 

## Sources
www.genroy.fr.